# Campeonato Sul-Americano de Atletismo Juvenil de 2006
O Campeonato Sul-Americano de Atletismo Juvenil de 2006 foi a 18ª edição da competição de atletismo organizada pela CONSUDATLE, para atletas com até 18 anos, classificados como juvenil. O evento foi realizado no Estádio Brígido Iriarte, em Caracas, na Venezuela, entre 14 e 15 de outubro de 2006. Contou com a presença de aproximadamente 281 atletas de 13 nacionalidades distribuídos em 42 provas. 

## Medalhistas
Esses foram os resultados do campeonato. Resultados completos podem ser encontrados no site "World Junior Athletics History". 

### Masculino
| Evento                         | Ouro                                                                               | Ouro     | Prata                                                                       | Prata    | Bronze                                                                     | Bronze   |
| ------------------------------ | ---------------------------------------------------------------------------------- | -------- | --------------------------------------------------------------------------- | -------- | -------------------------------------------------------------------------- | -------- |
| 100 metros                     | Alonso Edward (PAN)                                                                | 10.60    | Álvaro Gómez (COL)                                                          | 10.61    | Jefferson Lucindo (BRA)                                                    | 10.63    |
| 200 metros                     | Alonso Edward (PAN)                                                                | 21.18    | Rodrigo Patativa (BRA)                                                      | 21.40    | César Marchan (VEN)                                                        | 21.67    |
| 400 metros                     | Juan López (CHI)                                                                   | 47.55    | Henrique de Souza (BRA)                                                     | 47.75    | Heisber Landaeta (VEN)                                                     | 47.79    |
| 800 metros                     | Heisber Landaeta (VEN)                                                             | 1:53.89  | Daniel Palma (CHI)                                                          | 1:54.13  | Deivid Silva (BRA)                                                         | 1:56.02  |
| 1 500 metros                   | Eduardo Gregório (URU)                                                             | 3:59.64  | Daniel Palma (CHI)                                                          | 3:59.74  | Mauricio Valdivia (CHI)                                                    | 4:00.81  |
| 3 000 metros                   | Luis Orta (VEN)                                                                    | 8:41.99  | Victor Aravena (CHI)                                                        | 8:43.81  | Fabián Cajamarca (ECU)                                                     | 8:50.62  |
| 10 km marcha atlética          | Washington Alvarado (ECU)                                                          | 46:04.50 | Ricardo Lojan (ECU)                                                         | 46:05.49 | Dejaime de Oliveira (BRA)                                                  | 46:25.08 |
| 110 metros barreiras           | Edward Quintana (COL)                                                              | 13.99    | Thompson de Oliveira (BRA)                                                  | 14.07    | John Vale (VEN)                                                            | 14.34    |
| 400 metros barreiras           | Juan López (CHI)                                                                   | 52.94    | Geormys Jaramillo (VEN)                                                     | 53.57    | Tiago de Souza (BRA)                                                       | 53.64    |
| 2.000 metros com obstáculos    | Luis Orta (VEN)                                                                    | 5:52.78  | Iván López (CHI)                                                            | 5:53.46  | Mauricio Valdivia (CHI)                                                    | 5:53.51  |
| 1.000 metros revezamento sueco | Brasil · Jefferson Lucindo · Rodrigo Patativa · Wagner Cardoso · Henrique de Souza | 1:53.67  | Venezuela · Alvaro Cassiani · César Marchan · Osbel Mesa · Heisber Landaeta | 1:54.20  | Chile · Felipe Covarubias · Fernando Gómez · Sebastian Díaz · Juan López   | 1:56.37  |
| 4×100 metros estafetas         | Brasil · Eric de Jesús · Rodrigo Patativa · Jeferson Celis · Jefferson Lucindo     | 40.92    | Panamá · Jamal Bowen · Alberto Perriman · Erick Zuleta · Alonso Edward      | 41.96    | Chile · Hans Weisser · Sebastian Díaz · Fernando Gómez · Felipe Covarubias | 42.11    |
| Salto em altura                | Robert Lanz (VEN)                                                                  | 2.05     | Cristóbal Gómez (CHI)                                                       | 2.02     | Carlos Izquierdo (COL)                                                     | 2.02     |
| Salto com vara                 | Rodrigo Tenorio (CHI)                                                              | 4.65     | Ruben Benítez (ARG)                                                         | 4.60     | George Sanches (BRA)                                                       | 4.20     |
| Salto em comprimento           | Edward Quintana (COL)                                                              | 7.39     | Fernando da Cunha (BRA)                                                     | 7.23     | Jamal Bowen (PAN)                                                          | 7.16     |
| Salto triplo                   | Carlos Méndez (ECU)                                                                | 15.10    | Fernando da Cunha (BRA)                                                     | 14.55    | Bruno Matias (BRA)                                                         | 14.38    |
| Arremesso de peso              | Juan Romero (VEN)                                                                  | 17.95    | Eder Moreno (COL)                                                           | 17.91    | Nicolás Martina (ARG)                                                      | 17.85    |
| Lançamento de disco            | Luis Schneider (BRA)                                                               | 53.70    | Gerardo Márquez (VEN)                                                       | 51.13    | Franklin Abreu (VEN)                                                       | 50.47    |
| Lançamento do martelo          | Marco Requena (VEN)                                                                | 64.15    | Alan Melo (BRA)                                                             | 62.71    | Gerónimo Ojeda (ARG)                                                       | 61.17    |
| Lançamento do dardo            | Emmer Brizuela (VEN)                                                               | 58.30    | Jackson de Oliveira (BRA)                                                   | 58.25    | Jhon Valencia (COL)                                                        | 57.88    |
| Octatlo                        | José Raúl Matagira (COL)                                                           | 5798     | Diego Ferrin (ECU)                                                          | 5750     | Damian Benedetich (ARG)                                                    | 5665     |

### Feminino
| Evento                         | Ouro                                                                             | Ouro     | Prata                                                                                  | Prata    | Bronze                                                                               | Bronze   |
| ------------------------------ | -------------------------------------------------------------------------------- | -------- | -------------------------------------------------------------------------------------- | -------- | ------------------------------------------------------------------------------------ | -------- |
| 100 metros                     | Bárbara Leôncio (BRA)                                                            | 11.82    | Rosângela Santos (BRA)                                                                 | 11.95    | Nelcy Caicedo (COL)                                                                  | 12.01    |
| 200 metros                     | Bárbara Leôncio (BRA)                                                            | 24.26    | Nelcy Caicedo (COL)                                                                    | 24.58    | Erika Chávez (ECU)                                                                   | 24.59    |
| 400 metros                     | Erika Chávez (ECU)                                                               | 55.48    | Keila Escobar (COL)                                                                    | 56.11    | Magdalena Mendoza (VEN)                                                              | 56.68    |
| 800 metros                     | Rocío Sueldo (ARG)                                                               | 2:15.54  | Thayra dos Santos (BRA)                                                                | 2:15.88  | Evangelina Thomas (ARG)                                                              | 2:15.96  |
| 1 500 metros                   | Evangelina Thomas (ARG)                                                          | 4:34.24  | Viviana Acosta (ECU)                                                                   | 4:43.77  | Dayana Magdalen Pérez (VEN)                                                          | 4:44.73  |
| 3 000 metros                   | Viviana Acosta (ECU)                                                             | 10:28.15 | Veronica Ángel (CHI)                                                                   | 10:37.45 | Rosario Romero (PER)                                                                 | 10:37.94 |
| 5 km marcha atlética           | Anlly Pineda (COL)                                                               | 24:46.26 | Maria Rayo (COL)                                                                       | 24:48.28 | Adriana Velázquez (ECU)                                                              | 25:18.38 |
| 100 metros barreiras           | Evelyn da Silva (BRA)                                                            | 13.80    | Ljubica Milos (CHI)                                                                    | 14.22    | Cecilia Rivera (CHI)                                                                 | 14.45    |
| 400 metros barreiras           | Keila Escobar (COL)                                                              | 61.26    | Magdalena Mendoza (VEN)                                                                | 62.06    | Maria MacAuliffe (CHI)                                                               | 62.96    |
| 2.000 metros com obstáculos    | Tatiane da Silva (BRA)                                                           | 6:57.72  | Luz Moreno (COL)                                                                       | 7:05.63  | Pamela Chibiroga (ECU)                                                               | 7:11.23  |
| 1.000 metros revezamento sueco | Brasil · Rosângela Santos · Bárbara Leôncio · Kamila Miranda · Priscila de Lima  | 2:12.03  | Colômbia · Daniela Sánchez · Nelcy Caicedo · Anis Canola · Keila Escobar               | 2:13.75  | Venezuela · María Virginia Sandoval · Yuriani Maya · Idanis Nava · Magdalena Mendoza | 2:15.60  |
| 4×100 metros estafetas         | Brasil · Leticia Gaspar · Bárbara Leôncio · Bianca dos Santos · Rosângela Santos | 46.20    | Venezuela · María Virginia Sandoval · Yuriani Maya · Yarel Campos · María José Viloria | 47.36    | Chile · Maria Dittborn · Cecilia Rivera · Stephanie Matute · Violeta Cueto           | 48.16    |
| Salto em altura                | Aline Santos (BRA)                                                               | 1.69     | Tamara Maass (CHI)                                                                     | 1.69     | Katherine Alcívar (ECU)                                                              | 1.69     |
| Salto com vara                 | Valeria Chiaraviglio (ARG)                                                       | 3.45     | Aline Silva (BRA)                                                                      | 3.30     | Eliana Martínez (COL)                                                                | 3.30     |
| Salto em comprimento           | Bianca Leguizamon (PAR)                                                          | 5.67     | Leticia Gaspar (BRA)                                                                   | 5.59     | Feber Hernández (VEN)                                                                | 5.52     |
| Salto triplo                   | Simona de Oliveira (BRA)                                                         | 12.63    | Feber Hernández (VEN)                                                                  | 12.02    | Kelly Lucumí (COL)                                                                   | 11.87    |
| Arremesso de peso              | Natalia Duco (CHI)                                                               | 15.67    | Soila Tosta (BRA)                                                                      | 12.32    | Angela Rivas (COL)                                                                   | 12.19    |
| Lançamento de disco            | Natalia Duco (CHI)                                                               | 39.31    | Belen Domke (ARG)                                                                      | 38.34    | Uclécia da Silva (BRA)                                                               | 38.17    |
| Lançamento do martelo          | Emilce Pesce (ARG)                                                               | 47.98    | Durkina Freites (VEN)                                                                  | 47.01    | Regiane de Souza (BRA)                                                               | 44.90    |
| Lançamento do dardo            | Katryna Subeldia (PAR)                                                           | 46.22    | Lilian Seibert (BRA)                                                                   | 44.74    | Miriam Mina (ECU)                                                                    | 43.81    |
| Heptatlo                       | Camila Pirelli (PAR)                                                             | 4790     | Giovana Cavaleti (BRA)                                                                 | 4679     | Camelia Cuba (VEN)                                                                   | 4580     |

## Quadro de medalhas (não oficial)
O Brasil liderou o quadro geral de medalhas. 
| Ordem | País      | Medalha de ouro | Medalha de prata | Medalha de bronze | Total |
| ----- | --------- | --------------- | ---------------- | ----------------- | ----- |
| 1     | Brasil    | 11              | 14               | 8                 | 33    |
| 2     | Venezuela | 7               | 7                | 9                 | 23    |
| 3     | Chile     | 5               | 8                | 7                 | 20    |
| 4     | Colômbia  | 5               | 7                | 6                 | 18    |
| 5     | Equador   | 4               | 3                | 6                 | 13    |
| 6     | Argentina | 4               | 2                | 4                 | 10    |
| 7     | Paraguai  | 3               | 0                | 0                 | 3     |
| 8     | Panamá    | 2               | 1                | 1                 | 4     |
| 9     | Uruguai   | 1               | 0                | 0                 | 1     |
| 10    | Peru      | 0               | 0                | 1                 | 1     |

## Troféus da equipe
O Brasil ganhou os troféus da equipe nas três categorias. 
| Posição           | Nacionalidade | Pontos |
| ----------------- | ------------- | ------ |
| Medalha de ouro   | Brasil        | 196    |
| Medalha de prata  | Venezuela     | 135    |
| Medalha de bronze | Chile         | 116    |
| 4                 | Colômbia      | 97     |
| 5                 | Equador       | 72.5   |
| 6                 | Argentina     | 52     |
| 7                 | Panamá        | 28     |
| 8                 | Paraguai      | 23     |
| 9                 | Peru          | 21.5   |
| 10                | Uruguai       | 12     |
| 11                | Guiana        | 1      |

| Posição           | Nacionalidade | Pontos |
| ----------------- | ------------- | ------ |
| Medalha de ouro   | Brasil        | 90     |
| Medalha de prata  | Venezuela     | 83     |
| Medalha de bronze | Chile         | 59     |
| 4                 | Colômbia      | 54     |
| 5                 | Panamá        | 26     |
| 6                 | Equador       | 25     |
| 7                 | Uruguai       | 12     |
| 8                 | Argentina     | 8      |
| 9                 | Peru          | 7      |

| Posição           | Nacionalidade | Pontos |
| ----------------- | ------------- | ------ |
| Medalha de ouro   | Brasil        | 106    |
| Medalha de prata  | Chile         | 57     |
| Medalha de bronze | Venezuela     | 52     |
| 4                 | Equador       | 47.5   |
| 5                 | Argentina     | 44     |
| 6                 | Colômbia      | 43     |
| 7                 | Paraguai      | 23     |
| 8                 | Peru          | 14.5   |
| 9                 | Panamá        | 2      |
| 10                | Guiana        | 1      |

## Participantes (não oficial)
Uma contagem não oficial produziu o número de 281 atletas de 13 nacionalidades. Lista detalhada dos resultados podem ser encontradas no site "World Junior Athletics History" 
| - Argentina (16) - Bolívia (5) - Brasil (67) - Chile (42) - Colômbia (36) | - Equador (26) - Guiana (2) - Panamá (6) - Paraguai (4) | - Peru (17) - Suriname (2) - Uruguai (5) - Venezuela (53) |